# 北海道芸術高等学校
北海道芸術高等学校（ほっかいどうげいじゅつこうとうがっこう、HOKKAIDO HIGH SCHOOL OF ARTS）は、北海道余市郡仁木町東町5-4に本校を置く私立通信制高等学校である。株式会社立高等学校として設立され、株式会社立学校の学校法人化に伴い、後述のように設置者を変更した沿革としているが、認可官庁の北海道庁は株式会社立学校を廃校として学校法人を改めて新設する扱いと判断している。

## 沿革
- 2001年4月 - 北海道芸術高等学院として開校。
- 2005年
  - 5月 - 上川郡清水町が「文化と人が響き合う清水町教育特区」として株式会社立高等学校の設置を申請。
  - 10月 - 清水町教育特区学校審議会より株式会社立高等学校の設置認可が適切との答申。
  - 11月 - 清水町が株式会社立高等学校の設置認可決定。
- 2006年4月 - 株式会社日本教育工房の運営により北海道上川郡清水町字熊牛68に北海道芸術高等学校の開校。札幌・仙台・名古屋サテライトキャンパス開設。本校舎は2005年に閉校した清水町立熊牛小学校の跡地[3]。
- 2008年4月 - 東京池袋サテライトキャンパス開設。
- 2012年4月 - 福岡サテライトキャンパス開設。名古屋サテライトキャンパス新校舎移転。
- 2013年4月
  - 札幌サテライトキャンパス新校舎移転。
  - 横浜サテライトキャンパス開設。
- 2014年11月 - 学校法人恭敬学園設置を認可される。
- 2015年4月 - 株式会社日本教育工房から寄付を受け、学校法人恭敬学園北海道芸術高等学校として仁木町へ移転。同地は2012年に閉校した北海道仁木商業高校の跡地を取得したもの[3]。体育館の面積が2014年時点の高等学校設置基準に合致せず、改修工事を行っている[4]。
- 2017年8月 - まんが甲子園に福岡サテライトキャンパスが出場。準優勝を獲得した。
- 2018年4月 - 愛知芸術高等専修学校開校
- 2019年4月 - 福岡サテライトキャンパス　校舎新築移転
- 2020年4月 - 東北芸術高等専修学校開校
- 2021年4月 - 横浜芸術高等専修学校開校

## サテライトキャンパス
仁木町にある仁木本校のほか、札幌、仙台、横浜、東京、名古屋、福岡にサテライトキャンパスを置くことにより、高校普通科目の授業に加え、芸術科目の実技サポートやレポート作成等のアドバイスを受けることができる。
札幌サテライトキャンパス
北海道札幌市中央区大通西19丁目1-27（北緯43度3分25.7秒 東経141度19分42.4秒 / 北緯43.057139度 東経141.328444度）
仙台サテライトキャンパス
宮城県仙台市宮城野区榴岡4-6-20（北緯38度15分26.8秒 東経140度53分10.6秒 / 北緯38.257444度 東経140.886278度）
東京池袋サテライトキャンパス
東京都豊島区池袋4丁目1-12（北緯35度44分13.2秒 東経139度42分36.6秒 / 北緯35.737000度 東経139.710167度）
横浜サテライトキャンパス
神奈川県横浜市港北区大豆戸町608番地3（北緯35度30分30.3秒 東経139度36分47秒 / 北緯35.508417度 東経139.61306度）
名古屋サテライトキャンパス
愛知県名古屋市中村区椿町11-2 （北緯35度10分8.7秒 東経136度52分45.3秒 / 北緯35.169083度 東経136.879250度）
福岡サテライトキャンパス
福岡県福岡市博多区博多駅前3丁目11-10（北緯33度35分49.9秒 東経130度24分38.9秒 / 北緯33.597194度 東経130.410806度）
【学校法人恭敬学園グループ】
東北芸術高等専修学校
宮城県仙台市宮城野区榴岡4-6-20（北緯38度15分26.8秒 東経140度53分10.6秒 / 北緯38.257444度 東経140.886278度）
横浜芸術高等専修学校
神奈川県横浜市港北区大豆戸町608番地3（北緯35度44分13.2秒 東経139度42分36.6秒 / 北緯35.737000度 東経139.710167度）
愛知芸術高等専修学校
愛知県名古屋市中村区椿町11-2 （北緯35度10分8.7秒 東経136度52分45.3秒 / 北緯35.169083度 東経136.879250度）

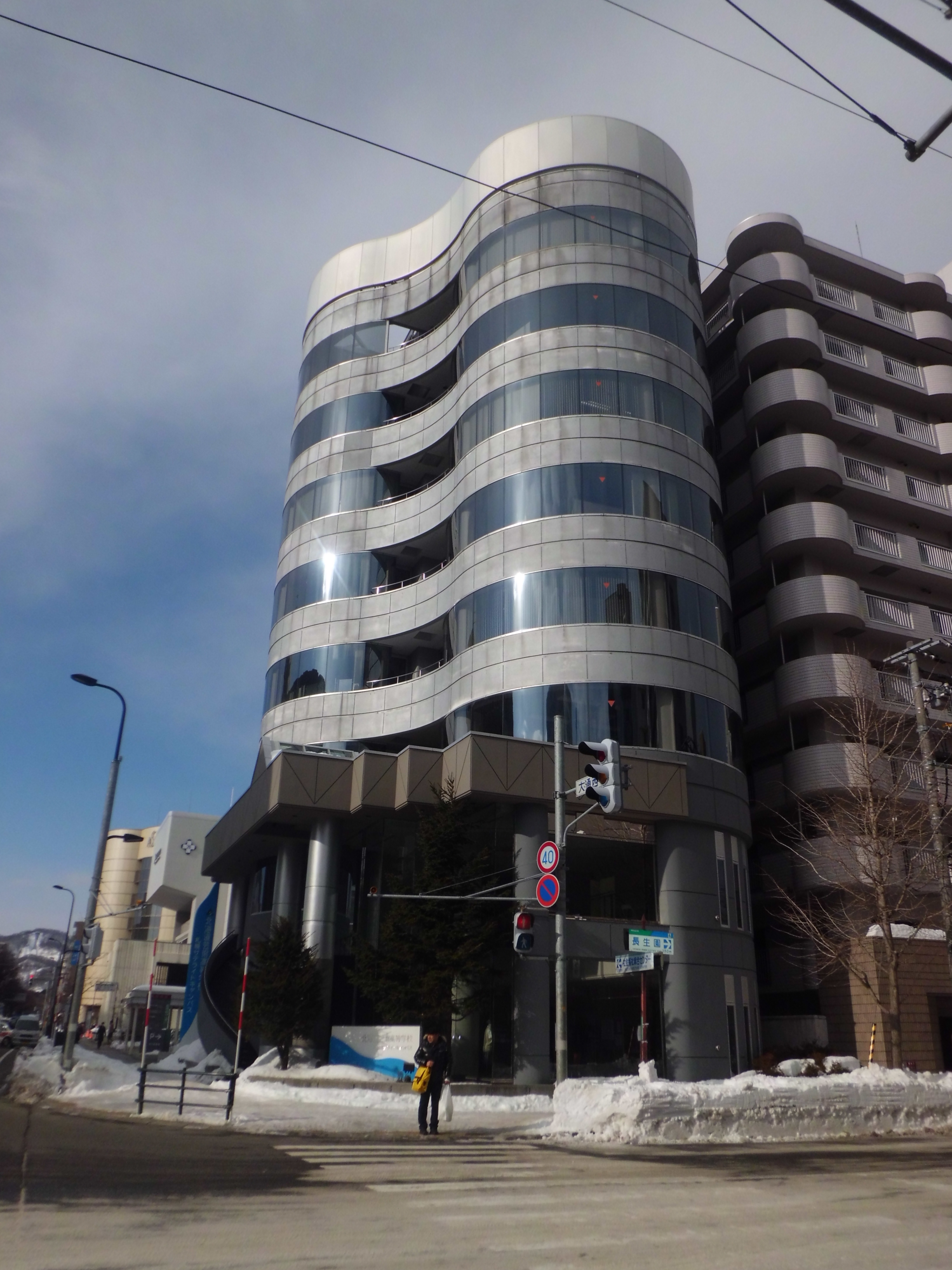
札幌サテライトキャンパス
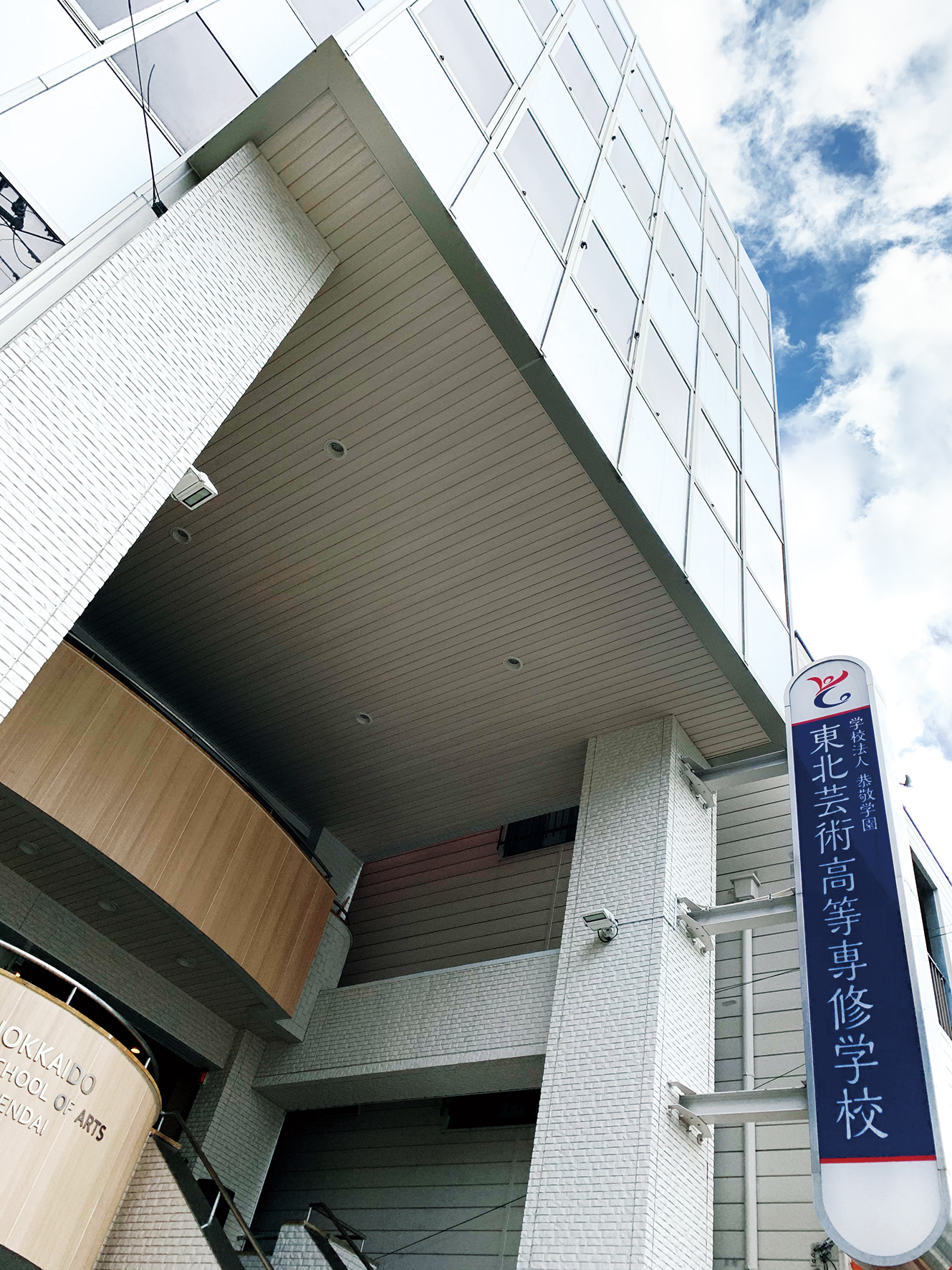
東北芸術高等専修学校　仙台サテライトキャンパス
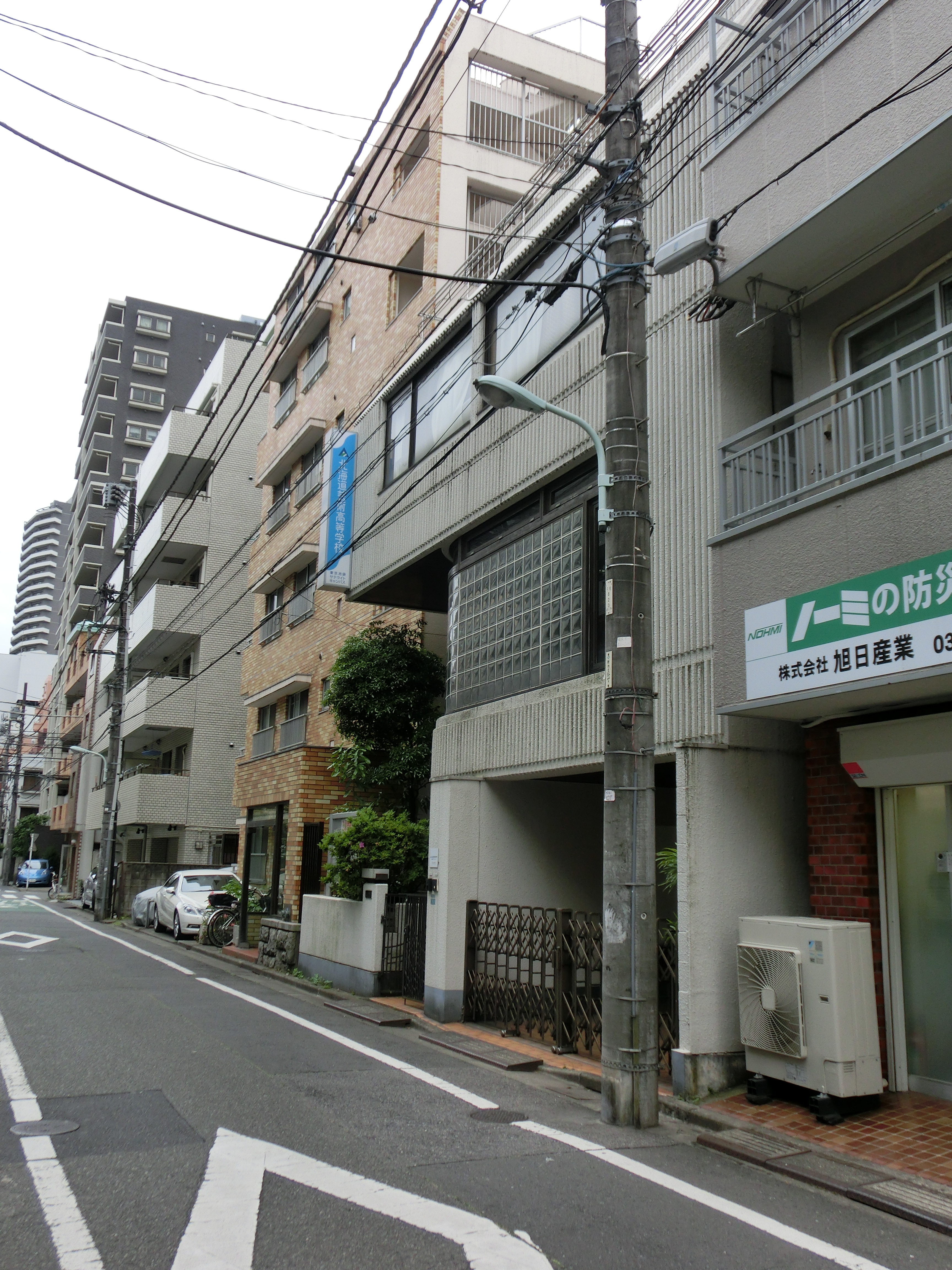
東京池袋サテライトキャンパス
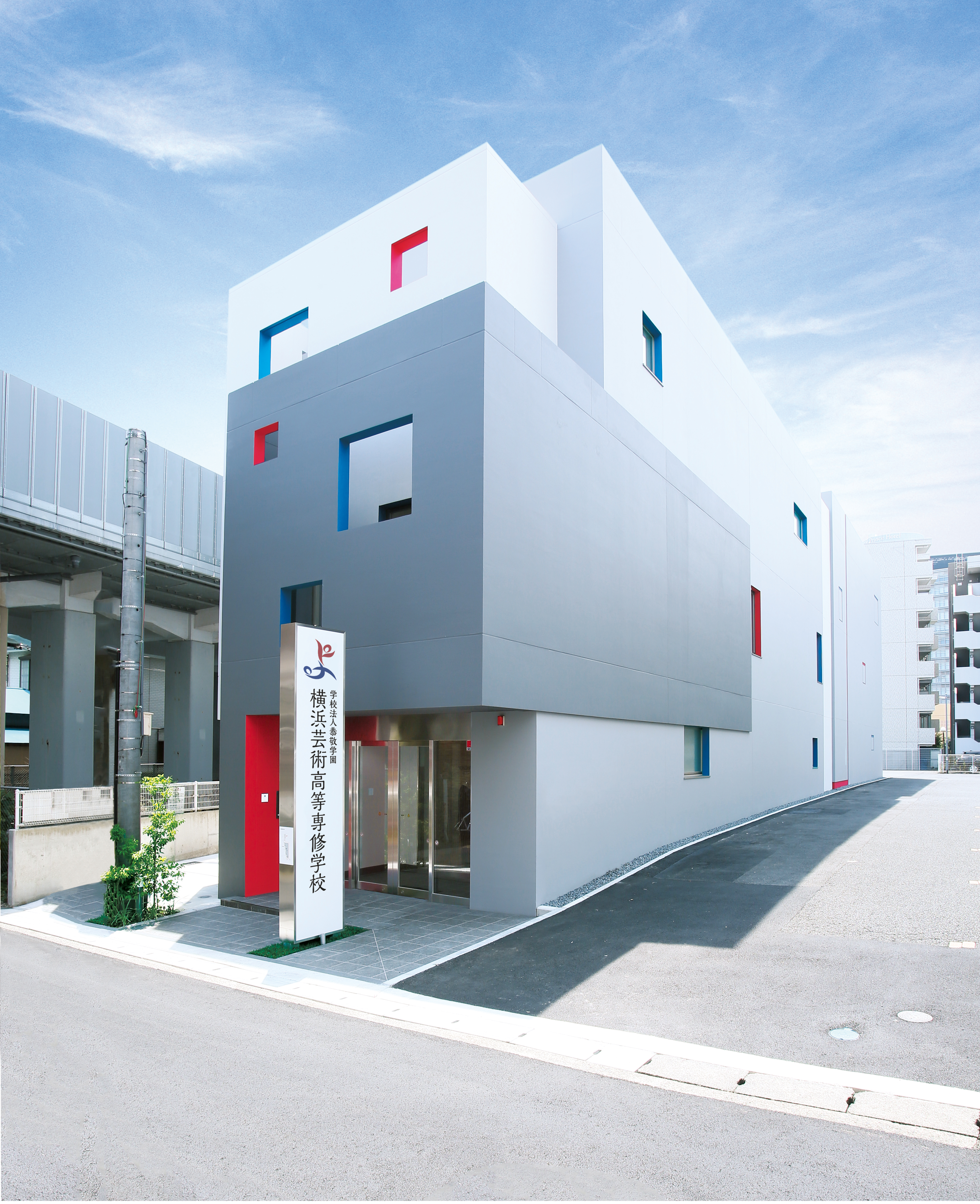
横浜芸術高等専修学校　横浜サテライトキャンパス
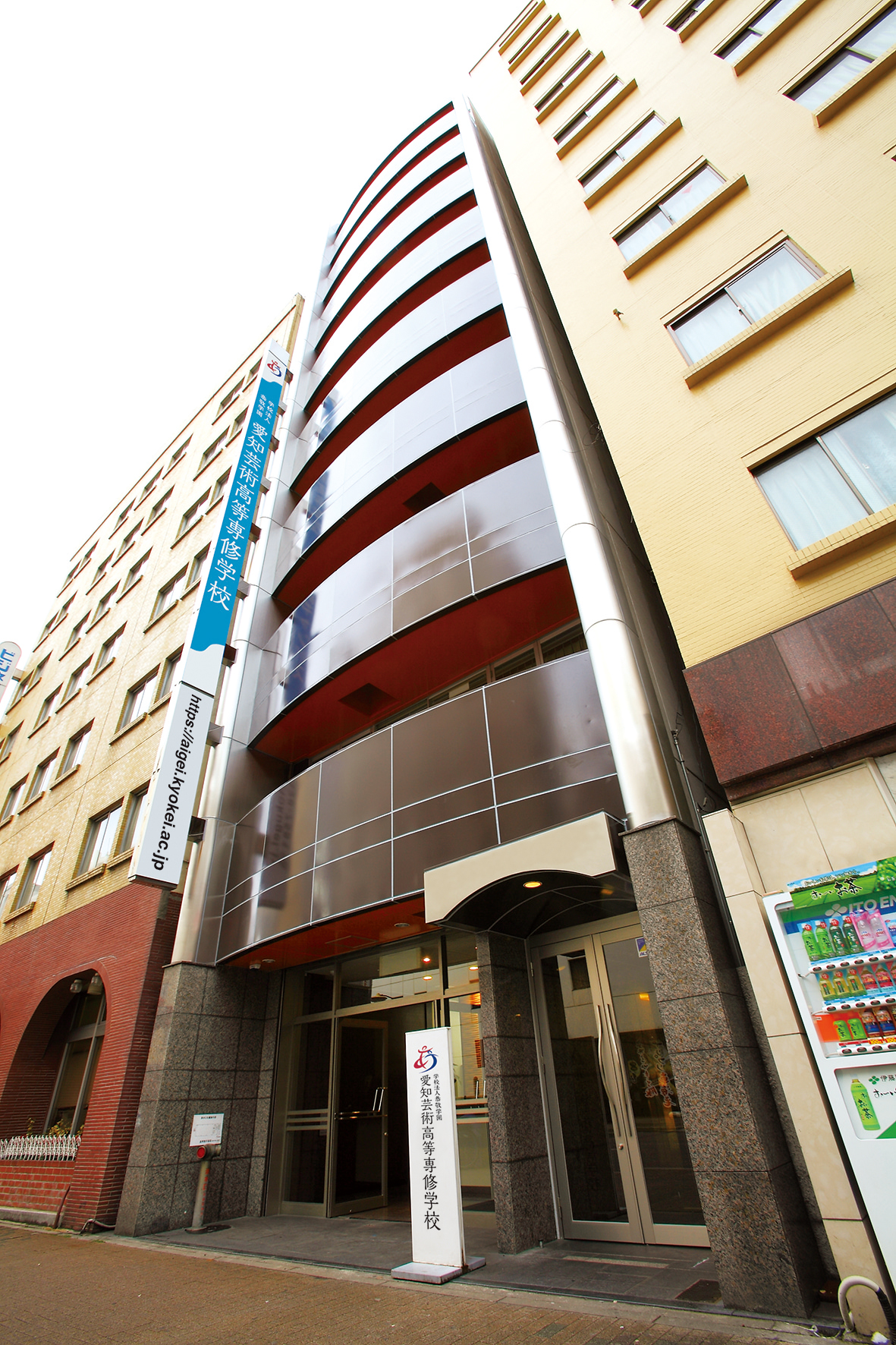
愛知芸術高等専修学校　名古屋サテライトキャンパス
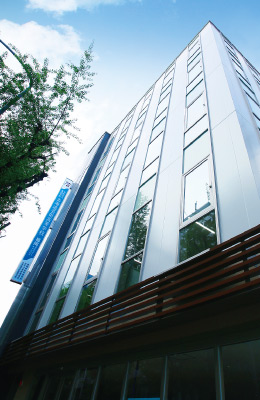
福岡サテライトキャンパス

## 著名な出身者
- 宮島えみ（札幌キャンパス卒業） - アクセント所属
- 渡辺広子（札幌キャンパス卒業)   - アクセント所属
- 飯沼南実（仙台キャンパス卒業） - マウスプロモーション所属
- 片平美那（仙台キャンパス卒業） - オフィスPAC所属 → フリーランス
- 森下来奈（名古屋キャンパス卒業） - 俳協所属 ※ナレーターも務める

### 関係者
- 里中満智子（漫画家）- 特別講師
- 須藤晃（音楽プロデューサー / 作家）- 特別講師
- 古川登志夫（声優）- 特別講師
- 一龍斎春水（声優）- 特別講師
- 堀江一眞（声優）- 特別講師
- 國分利治（株式会社アースホールディングス代表取締役）- 特別講師
- ケント・モリ（ダンスアーティスト / コレオグラファー）- 特別講師
- 藤原いくろう（作曲家 / ピアニスト）- 特別講師